# Antonio Joli

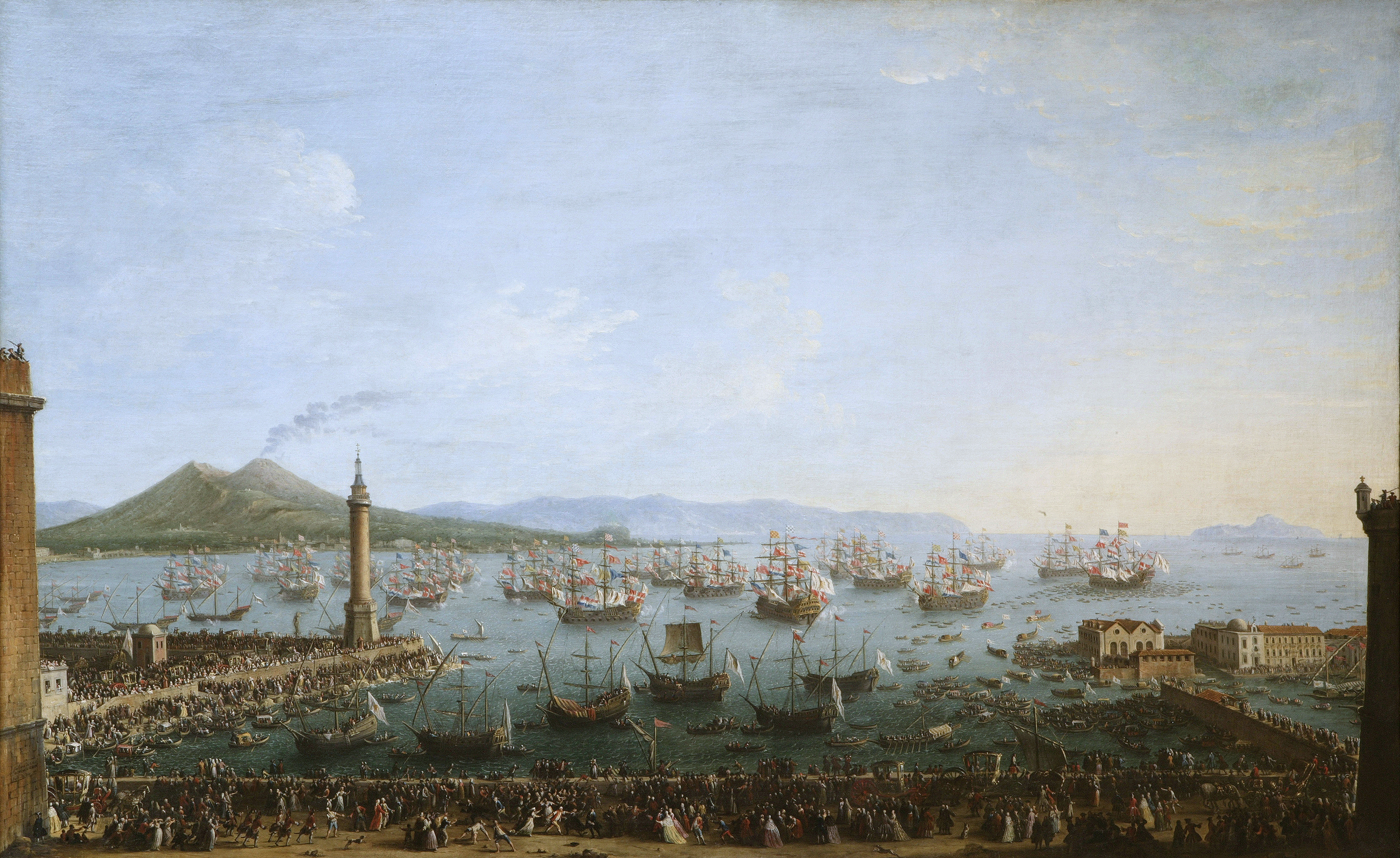
Antonio Joli, Partenza di Carlo III da Napoli, Museo del Prado, 1750

Antonio Francesco Lodovico Joli (Modena, 13 marzo 1700 – Napoli, 29 aprile 1777) è stato un pittore e scenografo italiano, esponente del Vedutismo.

## Biografia
Figlio di Ludovico Jola o Joli, si formò nella bottega del pittore Raffaello Rinaldi detto "il Menia" e, dopo i primi studi in patria, si trasferì a Roma nel 1720, dove ebbe modo di perfezionarsi accanto al piacentino Giovanni Paolo Pannini e nello studio Galli-Bibiena. Inizialmente interessato alla pittura di rovine e alla scenografia, integra la sua formazione con l’interesse per la pittura di vedute, aggiornata sugli esempi di Gaspar van Wittel e sulle invenzioni di Filippo Juvarra, che in quegli anni si trovava a Roma.
A partire dal 1732 iniziò la sua esperienza presso varie corti italiane ed europee, dapprima a Perugia, nel Palazzo Donnini e nel Palazzo Crispolti, nei quali è documentata la sua prima attività di vedutista e scenografo, trasferendosi poi a Venezia, dove lavorò fino al 1742 come scenografo per i teatri più famosi della città. Qui Joli venne in contatto con i pittori Canaletto e Bellotto, che rafforzarono la sua formazione di vedutista e la indirizzarono nel senso di prospettive più ampie.
Dal 1744 al 1749 Joli lavorò come scenografo al King’s Theatre in Inghilterra.
Nel 1749 lasciò l’Inghilterra per la Spagna, dove Ferdinando VI di Spagna lo aveva fatto chiamare su indicazione del cantante Farinelli. Dal 1750 si occupò delle scenografie del Teatro del Buen Retiro di Madrid e del Teatro del Palazzo Reale di Aranjuez, lavorando anche per feste e intrattenimenti di corte.
Dal 1756 iniziò un’intensa attività al servizio della corte borbonica a Napoli, e, anche dopo la partenza di Carlo di Borbone per la Spagna,  conservò l’incarico lavorando a servizio di Luigi Vanvitelli e di Ferdinando IV di Borbone. Nel 1762 venne nominato capo scenografo e architetto del Teatro San Carlo in sostituzione di Vincenzo Re,  dove esordì dipingendo le scene per l’Antigone di Pietro Metastasio il 4 novembre 1762. Lavorò anche nel Teatro di Corte della Reggia di Caserta, per il quale diresse la costruzione dell’impianto scenico con il complesso meccanismo per il cambio delle scene: Joli elaborò un congegno grazie al quale, con un tamburo in legno nascosto nel sottopalco, si poteva cambiare la scena a sipario aperto. Realizzò inoltre diversi fondali dipinti, dei quali oggi ne rimane solo uno, presente nel teatro.
Morì a Napoli nel 1777.

## Opere
I suoi dipinti sono custoditi in diversi musei in tutto il mondo; fra questi si possono elencare i seguenti:
- Capriccio, Fitzwilliam Museum, University of Cambridge [1]
- Vista di Paestum, Norton Simon Museum, Pasadena [2]
- Carlo III lascia Napoli visto dal mare, Museo del Prado, Madrid [3]
- Vista di Napoli da Portici, Gallerie di palazzo Leoni Montanari, Vicenza
- La processione reale di Piedigrotta, Museo Nazionale di Capodimonte, Napoli
- Partenza di Carlo per la Spagna vista da terra, Museo nazionale di Capodimonte, Napoli
- Carlo di Borbone nei giardini di Portici, Reggia di Caserta
- Marco Curzio si butta nella voragine, Reggia di Caserta
- Alessandro Magno scopre la tomba di Achille, Reggia di Caserta
- Sansone abbatte il tempio, Museo civico di Modena
- Incendio di Troia, Museo civico di Modena